# پاول فلگن‌هاوئر
پاول فلگن‌هاوئر (انگلیسی: Pavel Felgenhauer؛ زادهٔ ۶ دسامبر ۱۹۵۱) یک روزنامه‌نگار و کارشناس نظامی اهل روسیه است.